# (4886) Kojima
(4886) Kojima est un astéroïde de la ceinture principale.

## Description
(4886) Kojima est un astéroïde de la ceinture principale. Il fut découvert le 1er mars 1981 à Siding Spring par Schelte J. Bus. Il présente une orbite caractérisée par un demi-grand axe de 2,92 UA, une excentricité de 0,20 et une inclinaison de 4,8° par rapport à l'écliptique.

## Compléments